# Norsk krona
Norsk krona (Nkr - norsk krone/krona) är den valuta som används i Norge. Valutakoden är NOK. 1 krone (pluralform kroner/kronor) = 100 øre.
Valutan infördes den 17 april 1875 som en förberedelse i anslutningen till den skandinaviska myntunionen som Norge gick med i 16 oktober 1875. Valutan ersatte den tidigare norska Speciedalern som infördes redan år 1560.
Norska kronor används även på Jan Mayen och Svalbard.

## Användning
Valutan ges ut av Norges Bank (NB) som grundades 1816 och övertog centralbanksverksamheten som fram till dess leddes från Köpenhamn. NB ombildades 1985 och har huvudkontor i Oslo, men grundades i Trondheim.

## Valörer
- mynt: 1, 5, 10 och 20 kr
- sedlar: 50, 100, 200, 500 och 1 000 kr